# مهستي الكنجوية
مهستي الگنجوية (490 - 576 هـ) هي أديبة و شاعرة من شعراء العصر السلجوقي ، وزوجة الأمير أحمد الگنجوي ابن خطيب گنجه.
هي منيجه، وقيل ماه خاتون الگنجوية الآذربيجانية، وقيل النيشابورية، وقيل البدخشانية، المشتهرة بمهستي. عاصرت السلطانينين سنجر السلجوق و محمود السلجوقي، وحظيت لدى السلطان سنجر. توفيت في كنجه (من مدن آذربيجان) سنة 576 هـ، وقيل سنة 577 هـ.

## روابط خارجية
- مهستي الكنجوية على موقع الموسوعة البريطانية (الإنجليزية)